# Fondation pour la préservation de la tradition du Mahayana
La Fondation pour la préservation de la tradition du Mahayana (FPMT) est un réseau de centres bouddhistes de l'école Gelugpa du bouddhisme tibétain. Elle est fondée en 1975 par le lama Thubten Yeshe et le lama Thubten Zopa Rinpoché, qui a commencé à enseigner le bouddhisme aux étudiants occidentaux au Népal. 
Aujourd'hui, la FPMT s'est accrue pour dépasser les 150 centres d'enseignements, projets, et services sociaux dans 33 pays. Depuis la mort (et la réincarnation subséquente) de Lama Yeshe en 1984, le directeur spirituel de la FPMT est son collègue, Lama Zopa. 

## Déclaration de mission
La Fondation pour la préservation de la tradition du Mahayana (FPMT) est une organisation consacrée à la transmission dans le monde entier de la tradition et des valeurs du bouddhisme du mahayana, par l'enseignement, la méditation, les œuvres à caractère social, les centres de retraite et les projets qui préservent la tradition. La FPMT est fondée sur la tradition guéloukpa de Lama Tsongkhapa du Tibet, telle qu’elle a été enseignée par notre fondateur Lama Thoubtèn Yéshé et notre directeur spirituel, lama Zopa Rinpoché.

## Localisation
Le siège principal international de FPMT est à Portland, Oregon (USA). Le bureau central a été auparavant localisé à : 
- 2000-2005 Taos (Nouveau-Mexique)
- 1989-2000 Soquel Santa Cruz (Land of Medicine Buddha)
- 1984-1989 Pomaia, Italie (Institut Lama Tsong Khapa)
- 1975-1984 Kathmandou, Népal (Monastère de Kopan)

Par ailleurs, le FPMT a des centres locaux nombreux dans les divers pays autour du monde. Son activité est la plus visible au Népal et en Inde, Europe, Mongolie, Australie et Nouvelle-Zélande, aux États-Unis et au Canada, et parmi les communautés chinoises ethniques de Hong Kong, Taïwan, Singapour, et la Malaisie. Voir le site Internet de FPMT pour une liste complète

## Histoire
Le nom et la structure de la FPMT date de 1975, à la suite d'une tournée d'enseignement internationale par les Lamas Yeshe et Zopa. Cependant, les deux avaient enseigné des voyageurs occidentaux depuis 1965, quand ils ont rencontré Zina Rachevsky, leur étudiante, à Darjeeling. En 1969, à eux trois, ils ont fondé le Centre Népal Mahayana Gompa (maintenant monastère de Kopan). Rachevsky est morte en août 1973, peut-être consécutivement à la consommation accidentelle d'une plante toxique. 
Pendant les années suivantes (le début des années 1970), des centaines d'occidentaux ont assisté aux enseignements de lama Yeshe au Népal. 
En décembre 1973, lama Yeshe a ordonné quatorze moines et nonnes occidentaux sous le nom de l'Institut Mahayana international. Vers cette période, les étudiants de lama Yeshe ont commencé à retourner dans leurs pays d'origine. Le résultat fut la création d'un nombre toujours-croissant de centres de Dharma dans ces pays. 
Dans sa description du FPMT, Jeffrey Paine (voir bibliographie) souligne le charisme, l'intuition, la direction, et la capacité organisationnelle de Lama Yeshe. Paine est impressionné par le fait qu’un réfugié n'ayant ni les ressources financières, ni les compétences linguistiques a pu arriver à créer un réseau international avec plus de 100 centres et groupes d'étude. 
La mort de lama Yeshe en 1984 a mené à la succession de lama Zopa Rinpoché comme directeur spirituel de la FPMT. En 1986, un enfant espagnol nommé Ösel Hita Torres (plus tard Tenzin Ösel Rinpoché) a été identifié comme le tulku de lama Yeshe. En 2005, la FPMT a prévu que lama Ösel « assumerait à nouveau la fonction de Directeur de l'Organisation quand il aura terminé ses études monastiques formelles »; Lama Ösel a affirmé apparemment ce sentiment aussi récemment qu’en 2006.

## Structure
La FPMT est une fédération de centres du Dharma. Chaque centre est séparément associé et est financé localement, mais suit une politique et une direction spirituelle commune. 
Il n’y a pas d'« adhésion » à la FPMT pour les individus, bien que de nombreux centres offrent une adhésion locale. (Le « Secteur d'adhésion » du site Internet de la FPMT est restreint aux directeurs des centres, aux membres du conseil, et aux autres officiers). 
Le FPMT est dirigé par un conseil d'administration, avec son directeur spirituel (actuellement lama Zopa) comme membre ex officio. Le Bureau international de la FPMT représente la fonction du conseil exécutif. Le président de la FPMT est actuellement (2008) le vénérable Roger Kunsang. 
Les centres de FPMT ont leurs propres conseils locaux, qui nomment les directeurs de centre avec l'approbation du Conseil international. Les centres ont aussi un directeur de programme spirituel et dans de nombreux cas, un geshe résident (et peut-être aussi d’autres membres du sangha aussi). 
Les directeurs de centres et les directeurs spirituels des divers pays se réunissent tous les 12 à 18 mois au sein du Conseil pour la préservation pour la tradition du Mahayana (CPMT), pour délibérer des points de préoccupation mutuels. Son rôle est consultatif au Conseil international, bien que le CPMT ait été créé avant (1978 contre 1983). 
Le Dalai lama est crédité d’un rôle honorifique d’« inspiration et de guide ».

## Programmes
Les étudiants rencontrent souvent d’abord la FPMT par des enseignements et des retraites courts tenu dans divers centres. Il s’agit souvent de l’enseignement annuel d'un mois de méditation au Monastère de Kopan, donné depuis 1971. 
De nombreux centres de la FPMT ont adopté des programmes standardisés, dont les modules peuvent être aussi obtenus sur DVD pour étude externe.

## Publications
Depuis 1995, la FPMT a publié un magazine illustré appelé Mandala (maintenant bimensuel). 
The Lama Yeshe Wisdom Archive – qui détient les droits d’auteur des discours et écrits de lama Yeshe et lama Zopa – est une des organisations membre de la FPMT. Il transcrit les enseignements par ces lamas et d’autres lamas, et les produits des éditions de livrets pour distribution libre. Son directeur est Nicholas Ribush. 

## Projets
La FPMT maintient un certain nombre de projets de donations, incluant le financement de construction d’objets sacrés ; la traduction de textes tibétains ; le parrainage de moines et de nonnes (tibétain et non-tibétain), offre de soins médicaux, la nourriture et d'autre assistance dans les régions pauvres d'Asie ; le rétablissement du bouddhisme tibétain en Mongolie ; et la protection des animaux.
Le projet peut-être le plus ambitieux à ce jour est sans doute le Projet Maitréya visant à construire une statue de 152 mètres du Bouddha Maitreya à Kushinagar, Uttar Pradesh en Inde

## Personnalités notables
- Chiu-Nan Lai, taïwanais-américain, chercheur en cancérologie.

- Nita Ing, taïwanais, président de la Ligne à grande vitesse de Taïwan (THSR).

- Lillian Too,

- Daja Wangchuk Meston,
- Jan Willis,